# Буромский сельский совет (Ичнянский район)
Буромский сельский совет (укр. Бурімська сільська рада) — упразднённая административная единица в составе
Ичнянского района
Черниговской области
Украины.
Административный центр сельского совета находится в 
с. Буромка
.

## Населённые пункты совета
- с. Буромка
- с. Безбородьков
- с. Шиловичи